# Via Àpia

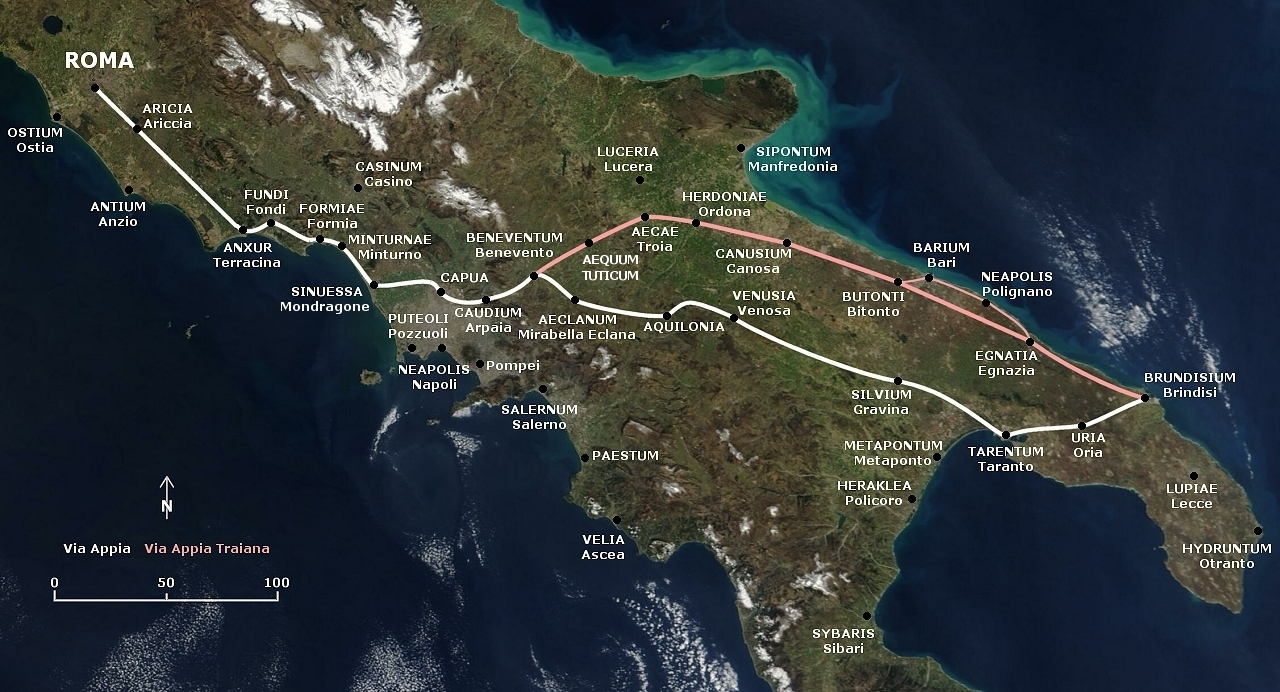
Itinerari bifurcat de la Via Appia.

La Via Àpia (en llatí: Via Appia) és la més important de les vies romanes. Era a Itàlia i portava de Roma a Brundisium (Bríndisi), de manera que era la via de comunicació amb Grècia i Orient. Ha estat inscrita en la llista de Patrimoni de la Humanitat per la UNESCO al 2024 juntament amb el Conjunt Monumental de Târgu Jiu.
La construcció la va iniciar el censor Appi Claudi Cec l'any 312 aC, que va fer arribar la via fins més enllà de Càpua (uns 200 km); després va seguir cap a Benevent i fins a Bríndisi però no se sap quan es van fer aquestes prolongacions, probablement no abans de la completa submissió del sud d'Itàlia l'any 266 aC i segurament no abans de l'establiment de la colònia romana de Brundisium el 244 aC. La via s'iniciava a la porta Capena per on sortia de les muralles de Roma. Les estacions intermèdies s'anomenaven mutatio (canvi de cavalls).

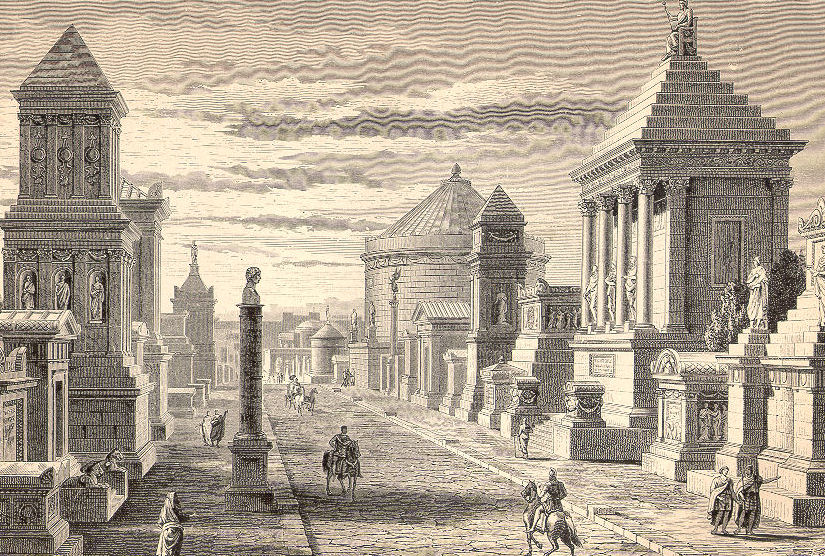
Gravat d'una vista idealitzada de la Via Àpia a Roma, Itàlia.

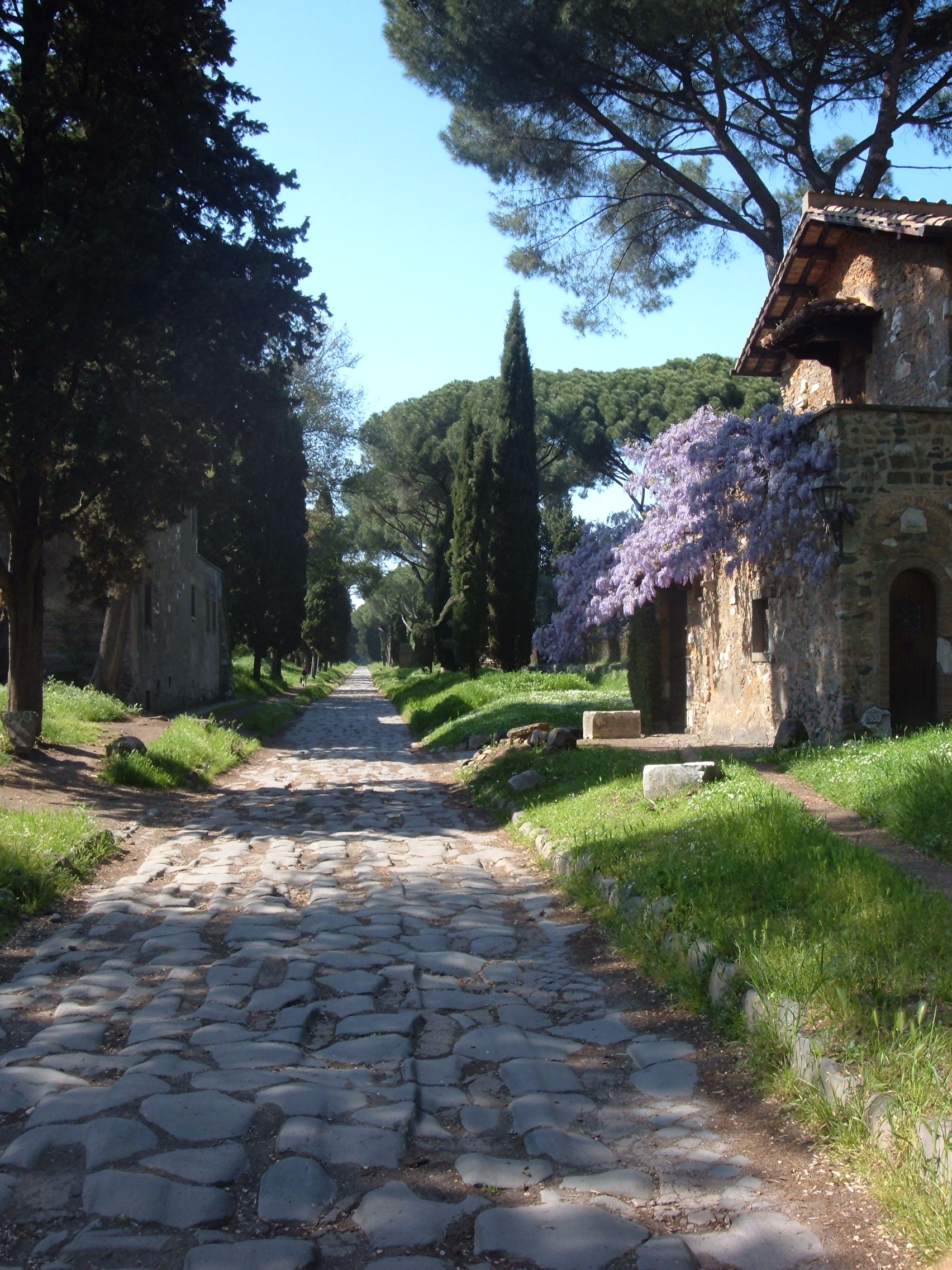
Tram actual de la Via Àpia al seu pas per Roma, Itàlia.

Des de Brundisium cap al nord sembla que va haver-hi dues branques, una a l'est pels territoris de peuquetis, daunis i samnites, i una a l'oest per Lucània; les dues branques es trobaven a Beneventum. Una tercera branca que anava de Rhegium al Samni i a Campània on s'unia a la Via Àpia principal. La primera branca seguia segurament la Via Numícia o Minúcia (Via Numitia o Minutia).
Juli Cèsar de jove va exercir com a curator viae Appiae, una magistratura dedicada al manteniment de la via.
Les estacions entre Roma i Càpua segons l'Itinerari d'Antoní eren:
- Aricia (Lariccia)
- Tres Tabernae
- Forum Appii
- Tarracina (Terracina)
- Fundi (Fondi)
- Formiae (Mola di Gaeta)
- Minturnae (prop de Tragletto)
- Sinuessa (Mondragone)
- Capua (Sta. Maria)

L'itinerari de Jerusalem dona pel mateix tram les següents:
- Ad Nonum (mutatio)
- Aricia (civitas)
- Sponsaeor Ad Sponsas (mutatio)
- Forum Appii
- Ad Medias
- Tarracina (civitas)
- Fundi
- Formiae
- Minturnae
- Sinuessa
- Pons Campanus (mutatio)
- Ad Octavum
- Capua (civitas)

Les branques de la via en aquest tram eren:
- Via Ardeatina, fins a Ardea (35 km de Roma)
- Via Antiatina, fins a Bovillae i Antiim (60 km de Roma)
- Via Setina, fins a Setia
- Nom desconegut, sortia de Miturmae fins a Teanum a la via Llatina i seguia per Allifae i Telesia fins a Benevent.
- Via Domiciana (en llatí Via Domitiana, que prenia el seu nom de l'emperador Domicià), que anava de Sinuessa a Cumae i Puteoli. Enllaçava amb una via que ja existia que arribava de Puteoli a Nàpols (Neapolis). També existia anteriorment una via entre Cumae i Neapolis per Atella.

La branca de Càpua a Benevent tenia les següents estacions:
- Calatia
- Ad Novas
- Caudium
- Beneventum

A Benevent es dividia en dues branques: una per Venúsia i Tàrent fins a Bríndisi i una altra per Equus Tuticus i Canusium fins a Barium (Bari) per la costa adriàtica. Les estacions de la primera branca eren:
- Aeculanum
- Sub Romulea
- Pons Aufidi
- Venusia (Venosa)
- Silvium (Garagnone)
- Blera (Gravina)
- Sub Lupatia
- Canales
- Tarentum (Tàrent)
- Mesochoron
- Urbius
- Scamnum
- Brundisium (Bríndisi)

Una branca sortia de Venusia fins a Potenta i continuava fins a Rhegium, i una altra anava des de Venusia a Heraclea al golf de Tàrent i seguia per la costa oriental del Brútium.
La segona branca de Benevent a Bríndisi per Bari tenia les següents estacions:
- Equus Tuticus (S. Eleuterio)
- Aecae (Troja)
- Herdonia (Ordona)
- Canusium (Canosa)
- Rubi (Ruvo)
- Butuntum (Bitonto)
- Barium (Bari)
- Turres (?)
- Egnatia (Torre di Gnatia)
- Speluncae (?)
- Brundisium (Bríndisi)

Una branca al mig sortint de Canusium, i fins a Egnatia és esmentada a la Taula de Peutinger amb les següents estacions:
- Rudiae
- Rubi
- Butuntum
- Caelia (Ceglie)
- Ehetium (Azetium?)
- Norve (?)
- Ad Veneris (?)
- Egnatia

De Brundisium a Hydruntum (Òtranto) es va construir una via que donava el tomb a la península de Calàbria (avui Pulla) fins a Tàrent i es va dir Via Trajana; una via anterior amb recorregut per l'interior, passant per Lupia (Lecce) tenia les següents estacions segons la Taula de Peutinger:
- Castrum Minervae (Castro)
- Veretum (Sta. Maria di Vereto)
- Uxentum (Ugento)
- Baletium (Aletium)
- Neretum (Nardò)
- Manduria (Mandúria)
- Tarentum (Tàrent)

La branca de Càpua a Rhegium per Nuceria Alfaterna no va ser considerada inicialment part de la via Àpia. Estrabó) diu que en temps de l'Imperi es va establir com una branca d'aquesta. La va construir Publi Popil·li Lenat, que va ser pretor segurament l'any 134 aC. Se li ha donat el nom de Via Aquília però probablement s'anomenava via Popília. Les seves estacions eren:
- Nuceria
- Forum Popilii
- Muranum
- Consentia
- Valentia
- Ad Statuam
- Rhegium

L'Itinerari d'Antoní dona les següents estacions de Càpua a Rhegium:
- Nola
- Nuceria (Nòcera)
- Ad Tanarum
- Ad Calorem
- In Marcelliana
- Caesariana
- Nerulum (La Rotonda)
- Sub Murano (prop de Murano)
- Caprasiae (Tàrsia)
- Consentia (Cosenza)
- Ad Sabatum fluvium
- Ad Turres
- Vibona (Monte Leone)
- Nicotera (Nicotera)
- Ad Mallias
- Ad Columnam
- Rhegium

A Nerulum s'iniciava una branca que passava per Potentia (Potenza) fins a Venusia. Es coneixia amb el nom de Via Hercúlia i segurament va ser obra de l'emperador Maximià. Les seves estacions eren:
- Venusia
- Opinum
- Ad fluvium Bradanum
- Potentia (Potenza)
- Acidii (?)
- Grumentum (Saponara)
- Semuncla (?)
- Nerulum